# Drosophila aragua
Drosophila aragua är en tvåvingeart som beskrevs av Vilela och Guido Pereira 1982. Drosophila aragua ingår i släktet Drosophila och familjen daggflugor.
Artens utbredningsområde är Brasilien.